# Hernán Robleto
Hernán Robleto Huete (Camoapa, 17 ottobre 1892 – Città del Messico, 19 febbraio 1969) è stato uno scrittore nicaraguense.
Oppositore politico dei Somoza, nel 1959 fece parte di un governo in esilio; tra le sue opere si citano Gli strangolati (1931) e Il nido del ricordo (1961).